# Västsibirisk lajka
För andra betydelser, se Lajka (hundtyp).
Västsibirisk lajka är en hundras från Ryssland. Liksom de övriga två internationellt erkända lajka-raserna är den en nordlig jaktspets.

## Historia
Ursprungsområdet är östra Ural och områdena kring floden Ob. Den har utvecklats ur chanternas (ostjakernas) och mansernas (vogulernas) mångsidiga polarhundar som är varianter av samojedhunden (ostjakhunden) och den nationella ryska rasen olenegonnyj sjpits. Dessa hundar har korsats med ryssarnas lajkor. I Sverige har de tidigare kallats ostjakhundar och ingår som sådana i hälleforshundens härstamning. Blodslinjer från dessa ostjakhundar lever inte kvar på något annat sätt. I modern tid introducerades rasen i Sverige 1979.
Den västsibiriska lajkan är den mest spridda lajkan, både i och utanför Ryssland. De kallades förr ekorrhundar; intresset för ekorre anses av vissa komma ifrån att ekorre utgjorde en viktig del av hundarnas kost. Men jakt på ekorrskinn har även haft ekonomisk betydelse.

## Egenskaper
Den västsibiriska lajkan är en mångsidig jakthund för både högviltjakt och småviltjakt; den är såväl ställande hund som skällande fågelhund. Den skall kunna jaga allt från älg, björn och sibirisk tiger till skogshöns och ekorre och själv avgöra metod efter det första mötet med viltet. Som älghund är den framförallt löshund.
Den västsibiriska lajkan måste ha meriter från jaktprov för att kunna bli utställningschampion. Hundarna kan meriteras både på jaktprov för älghund och jaktprov för skällande fågelhund.

## Utseende
Rasen är en medelstor och rektangulär hund som är starkt byggd. Benstommen ska vara välutvecklad utan att verka massiv eller grov. Muskulaturen är välutvecklad, senig och torr. Färgerna är vit, grågul eller rödgrå i alla nyanser.